# Asymphyla asperata
Asymphyla asperata är en fjärilsart som beskrevs av Edward Meyrick 1918. Asymphyla asperata ingår i släktet Asymphyla och familjen äkta malar. Inga underarter finns listade i Catalogue of Life.